# Facel Vega Facel II
Facel Vega Facel II är en personbil, tillverkad av den franska biltillverkaren Facel Vega mellan 1961 och 1964.
I slutet av femtiotalet tyckte Jean Daninos att Facel Vegas stora coupé-modell började se lätt bedagad ut. 1961 kom därför Facel II med ny kaross. Tekniken var dock densamma som hos företrädaren. Med sina stora Chrysler-motorer hörde Facel Vega till världens snabbaste bilar. 
Efterfrågan på dessa eleganta bilar var hygglig, med tanke på det höga priset, men problemen med den mindre Facellia-modellen kostade stora pengar och 1964 lade Facel ned biltillverkningen.
Motor:
| Modell   | Motor             | Cylindervolym | Effekt | Bränslesystem    |
| -------- | ----------------- | ------------- | ------ | ---------------- |
| Facel II | 8-cyl V-motor ohv | 6286 cm³      | 355 hk | Dubbla förgasare |
| Facel II | 8-cyl V-motor ohv | 6767 cm³      | 390 hk | Dubbla förgasare |